# United AG Zigarettenmaschinenfabrik

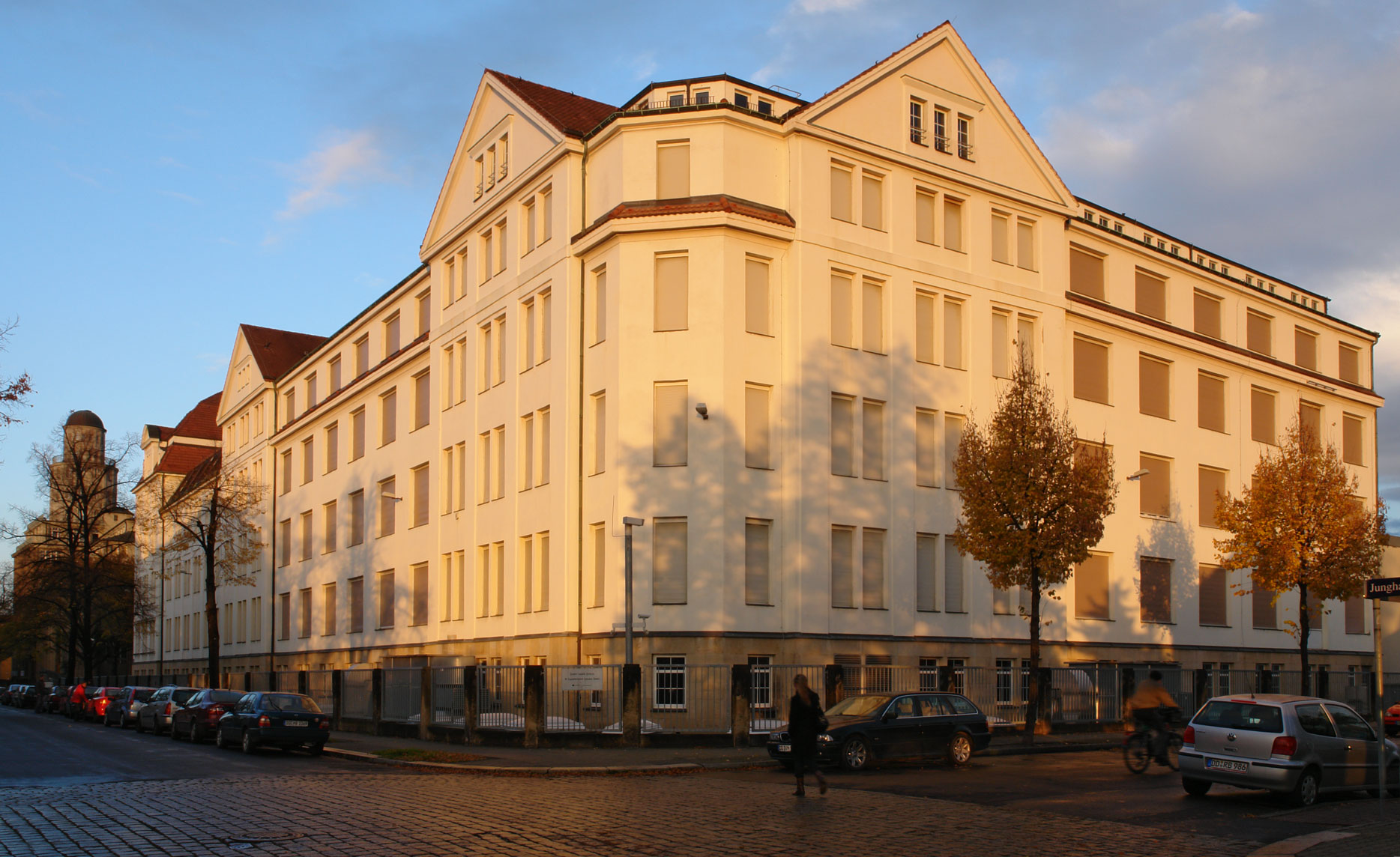
Gebäude der United AG Zigarettenmaschinenfabrik

Die United AG Zigarettenmaschinenfabrik war ein Unternehmen zur Herstellung von Zigarettenmaschinen in Dresden. Gegründet als United Cigarette Machine Company zielte es auf den rasant wachsenden Umfang der Zigarettenherstellung in Dresden, die die Stadt vor dem Ersten Weltkrieg zu einer der Städte der größten Zigarettenproduzenten im damaligen Deutschen Reich machte. Nach 1918 wurde das Unternehmen umbenannt in United AG Zigarettenmaschinenfabrik und ging, auch bedingt durch die in den 1920er Jahren immer stärker werdenden Tendenzen der Monopolisierung, im Verlauf der Weltwirtschaftskrise in Konkurs.
Das 1913–1914 errichtete Fabrikgebäude des Unternehmens in Dresden-Striesen steht heute unter Denkmalschutz, das Grundstück zwischen der Glashütter Straße und der Kipsdorfer Straße trug zur Bauzeit die Adresse Dornblüthstraße 43, seit der Umbenennung des Straßenabschnitts südlich der Schandauer Straße die Adresse Junghansstraße 5. Das U-förmige, mehrgeschossige Fabrikgebäude wird durch mehrere Mittel- und Eckrisalite gegliedert, wobei aber weder die Risalite noch die beiden Gebäudeecken völlig gleichartig gestaltet sind. Die architektonische Gestaltung weist Anklänge an den zeitgenössischen Neoklassizismus und an die barocke bzw. neobarocke Dresdner Bautradition auf. Hinter dem Eingang an der Glashütter Straße befindet sich ein aufwändig gestaltetes Treppenhaus.
Nach dem Konkurs des Unternehmens wurde das Gebäude 1932 durch die Zigarettenfabrik W. Lande als Hauptproduktionsstätte übernommen, die deren Unternehmenssitz zuvor auf dem Grundstück Laubestraße 24 in Striesen war.
Während der Luftangriffe auf Dresden 1945 nur wenig beschädigt, dient das Gebäude 2018 der f6 Cigarettenfabrik Dresden GmbH und ist damit noch immer Teil der Produktion von Zigaretten in Dresden.